# Goniothalamus bracteosus
Goniothalamus bracteosus este o specie de plante din genul Goniothalamus, familia Annonaceae, descrisă de Nguyên Tiên Bân. Conform Catalogue of Life specia Goniothalamus bracteosus nu are subspecii cunoscute.